# Altböckingen
Altböckingen ist der Name einer Wüstung auf dem heutigen Gebiet der Stadt Heilbronn in Baden-Württemberg.

## Beschreibung

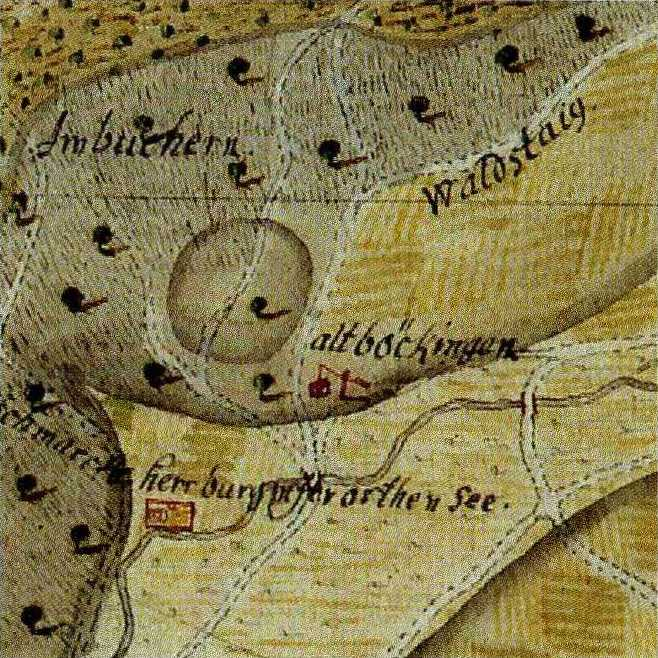
Kupferstich von Altböckingen von 1734

Im Osten der Stadt Heilbronn, nahe beim Trappensee etwa im Bereich der heutigen Hölderlinstraße, befand sich ein 1037 erstmals erwähnter, aber bereits im frühen Mittelalter besiedelter Ort, der ursprünglich Reichsgut war und später in den Besitz der Grafen von Löwenstein gelangte. Im hohen Mittelalter wurde der Ort zumeist Bockingen genannt, wohingegen der westlich des Neckars gelegene heutige Heilbronner Stadtteil Böckingen damals Beckingen hieß. Die geschichtliche Verbindung beider Orte ist unbekannt, ihre Unterscheidung ist in historischen Quellen mitunter nicht möglich. 1238 wurde das Kloster Mariental in Bogkingen erwähnt, das sich in einem der beiden Orte befunden hat, jedoch wohl bereits nach wenigen Jahren mit dem Kloster in Frauenzimmern vereinigt wurde.
Der Graf von Löwenstein verkaufte 1333 mit Zustimmung Kaiser Ludwigs des Bayern den Ort an die Stadt Heilbronn. Die Markung umfasste etwa 1100 Morgen, darunter 426 Morgen Weinberge und die südliche Berghochfläche des Galgenbergs. Der Erwerb der Markung war für Heilbronn bedeutsam, weil das reichsstädtische Territorium nach dem Zuerwerb der Altböckinger Markung künftig den gesamten von Bergen umschlossenen Talkessel des Neckarbeckens umfasste. Der Ort wurde nach dem Übergang an Heilbronn aufgegeben, und seine Einwohner, wohl überwiegend freie Weinbauern, wurden in die Reichsstadt umgesiedelt. Seit dem späten 15. Jahrhundert wird der Ort in den Akten üblicherweise Altböckingen genannt; die Vorsilbe Alt- zeigt an, dass der Ort damals schon nicht mehr bestand.
Beim Verkauf im Jahre 1333 wurden die Rechte eines Bruderpaares bestätigt. Das lässt vermuten, dass es ein niederes Adelsgeschlecht am Ort gab, welches sogar eine Burg besessen haben mag. Diese könnte auf einem Ausläufer des nahen Gaffenbergs am Burgmal bei der heutigen Uhlandslinde gestanden haben.
Ein Bericht des Bischofs von Würzburg aus dem Jahr 1338 erwähnt, dass der Ort damals bereits entvölkert war. Die noch bestehende Kirche soll danach die „Mutterkirche des Pfarrbezirks und aller Kirchen und Kapellen in der Stadt Heylprunnen“ gewesen sein. Ähnliches sagt ein Bericht des Heilbronner Rats von 1504. Die Kirche brannte 1547 ab. Ihre Steine wurden für die Mauern der umliegenden Weinberge verwendet, der letzte Rest 1756 für den Bau des Waisenhauses.
Im Jahre 1787 fand man beim Bau der Jägerhausstraße zum Jägerhaus im Bereich der früheren Siedlung unter anderem zahlreiche Knochen und eine Fundamentmauer. Letztes Überbleibsel der einstigen Siedlung war der Schacht eines Stangenbrunnens, der sich bis 1812 am damaligen Hörnlisweg (heute: Arndtstraße) hielt; er wurde danach aufgefüllt. Heute künden nur noch einige Flurnamen – Böckinger Maisenholz, Böckinger Ried, Altböckinger Kopf und Altböckinger Backen – vom einstigen Ort.